# فولكسشتورم
فولكسشتورم Volkssturm ( تُلفظ بالألمانية: [ˈfɔlks.ʃtʊɐ̯m] ، «عاصفة الناس»   كانت ميليشيا وطنية أسستها ألمانيا النازية خلال الأشهر الأخيرة من الحرب العالمية الثانية. لم يتم تشكيلها من قبل الجيش الألماني، المكون الأرضي للقوات المسلحة الألمانية الفيرماخت المشتركة، ولكن من قبل الحزب النازي بناءً على أوامر من أدولف هتلر، ولم يتم الإعلان عن وجودها رسميًا إلا في 16 أكتوبر 1944.  عملت عن طريق تجنيد الذكور الذين تتراوح أعمارهم بين 16 و 60 سنة والذين لم يخدمو فعليا في وحدة عسكرية. كانت فولكستورم واحدة من المكونات النهائية للحرب الشاملة التي أصدرها وزير الدعاية جوزيف غوبلز، كجزء من مسعى النازيين للتغلب على القوة العسكرية لأعدائهم من خلال قوة الإرادة. 

## أصول وتنظيم

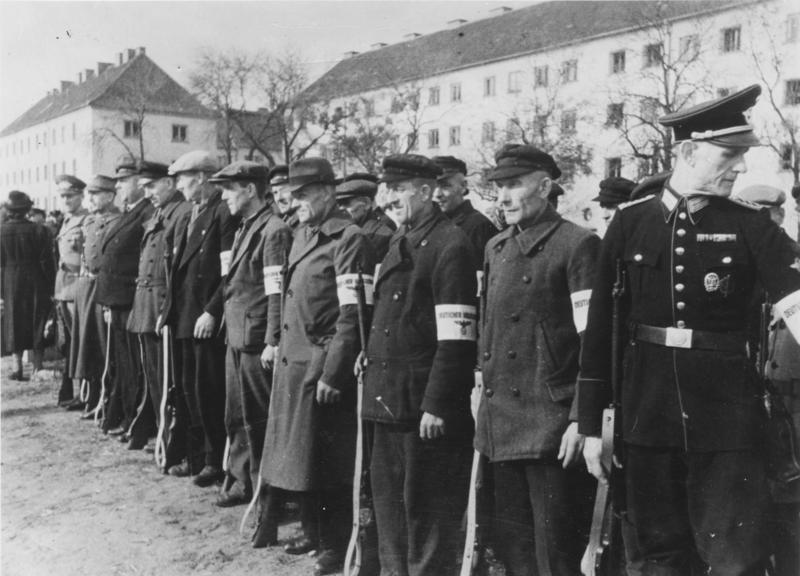
21 أكتوبر 1944. صورة للدعاية النازية لفولكس ستورم؛ يبدو أن الرجال الذين يرتدون الزي الرسمي هم فقط الرجال في أقصى اليسار واليمين

استلهمت فولكس ستورم الجديدة من بروسيا لاندستورم القديمة 1813-1815، التي قاتلت في حروب التحرير ضد نابليون، وخاصة كقوات حرب العصابات.  تم اقتراح خطط لتشكيل ميليشيا لاندستورم الوطنية في شرق ألمانيا كملجأ أخير لتعزيز للقوة القتالية في عام 1944 من قبل الجنرال هاينز غوديريان، رئيس الأركان العامة.  لم يكن لدى الجيش عدد كاف من الرجال لمقاومة الهجمة السوفيتية. لذلك، تم استدعاء فئات إضافية من الرجال في الخدمة، بما في ذلك أولئك الذين يعملون في وظائف غير ضرورية، والذين كان يُعتبرون سابقًا غير لائقين أو كبار السن أو دون السن القانونية، والذين يتعافون من الجروح.  كانت فولكس ستورم موجودة، على الورق، منذ حوالي عام 1925، لكن بعد أن أمر هتلر مارتن بورمان بتجنيد ستة ملايين رجل لهذه الميليشيا، أصبحت المجموعة حقيقة مادية. القوة المنشودة المكونة من «ستة ملايين» لم تتحقق أبدا. 
قام جوزيف غوبلز وغيره بتصوير فولكس ستورم على أنها فورة الحماس والإرادة للمقاومة.  الرغم من أنه كان له بعض التأثير الهامشي على الروح المعنوية، إلا أنه قوضه الافتقار الواضح للمجندين بالزي الرسمي والأسلحة.  تم إعطاء موضوعات النازية الخاصة بالموت والسمو والاحتفال بأسلوب كامل لتشجيع القتال.  أدرك العديد من المدنيين الألمان أن هذه كانت محاولة يائسة لتغيير مسار الحرب. 

شارة فولكس ستورم.

### اقتباسات
1. 1 2  Fritz 2004.
2. ↑  Kershaw 2011.
3. ↑  Burleigh 2000.
4. ↑  Kershaw 2001.
5. 1 2 3 4  Herzstein 1986.
6. ↑  Guderian 2001.
7. ↑  Moorhouse 2012.
8. ↑  Read 2005.

## روابط خارجية
- تقرير الاستخبارات الأمريكية في زمن الحرب عن فولكسستورم الألمانية